# Nina Grosse

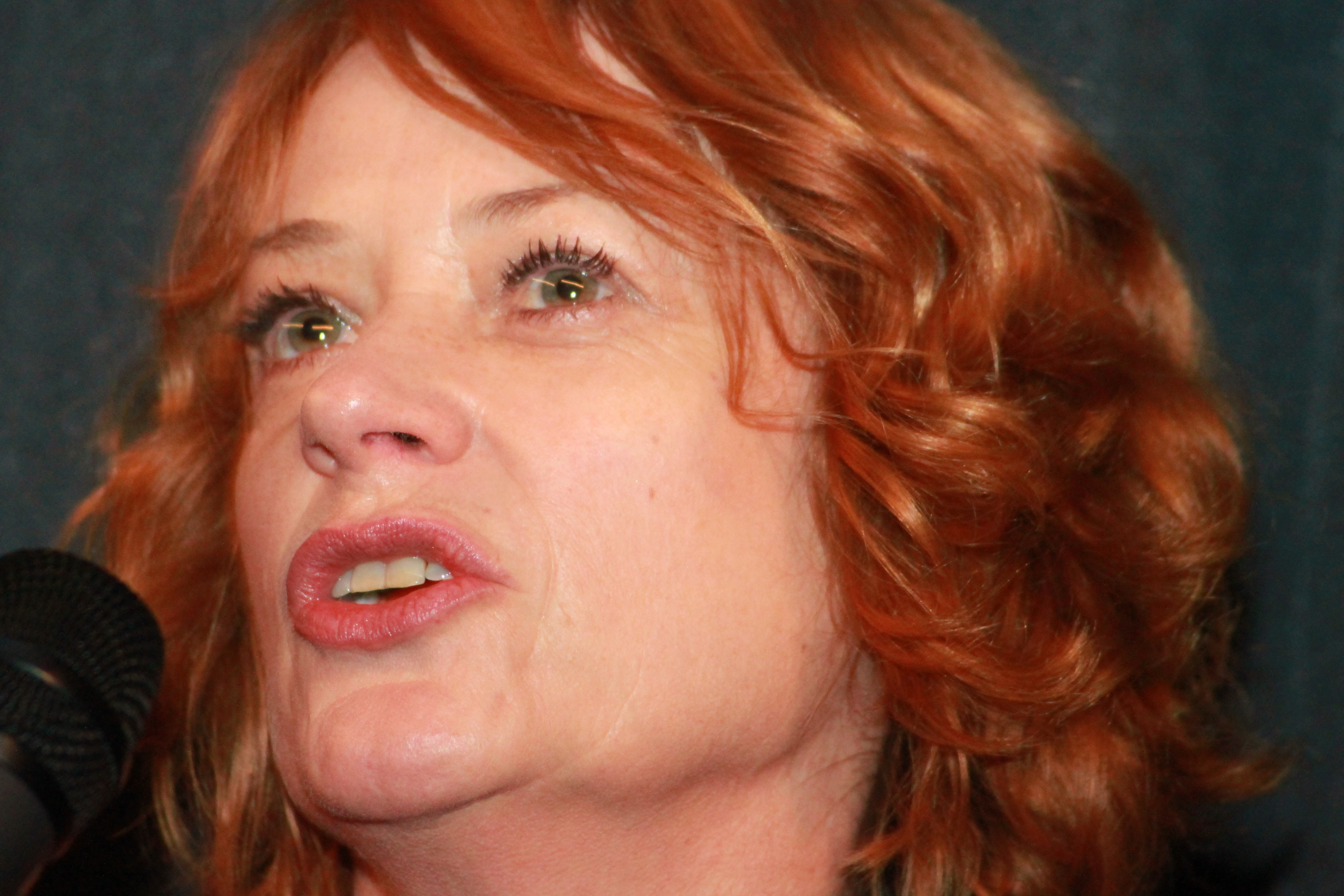
Nina Grosse im Oktober 2012 bei den Filmtagen in Hof

Nina Grosse (* 11. August 1958 in München) ist eine deutsche Regisseurin und Autorin.

## Leben
Nina Grosse wuchs in München und Genf auf. Sie studierte von 1979 bis 1981 Germanistik, Philosophie und Theaterwissenschaften an der Ludwig-Maximilians-Universität München, wechselte dann an die Hochschule für Fernsehen und Film München für ein Regiestudium. Ihr erster Spielfilm, die Literaturverfilmung Der gläserne Himmel nach einer Erzählung von Julio Cortázar, für den sie auch das Drehbuch schrieb, wurde mit dem Bayerischen Filmpreis 1987 ausgezeichnet und für den Deutschen Filmpreis nominiert. Der Spielfilm Nie im Leben, bei dem sie gemeinsam mit dem Hauptdarsteller Helmut Berger das Buch schrieb und Regie führte, erhielt 1991 den Max-Ophüls-Preis.
1997 realisierte sie den internationalen Kinofilm Feuerreiter, der das Leben Hölderlins zum Thema hat. Der Film lief auf zahlreichen internationalen Festivals und Ulrich Matthes wurde für seine Rolle des Sinclair mit dem Bayerischen Filmpreis ausgezeichnet. Nach zahlreichen Arbeiten für das Fernsehen, für die sie oft auch das Drehbuch schrieb, drehte Nina Grosse 2002 ihren nächsten Kinofilm Olgas Sommer, eine deutsch-französische Koproduktion mit Clémence Poésy und Bruno Todeschini in den Hauptrollen.
Zusammen mit Friedrich Ani und Katja Flint entwickelte sie 2004–2007 die ZDF-Reihe Franziska Luginsland, für die sie drei Folgen schrieb und inszenierte. Das Drama Der verlorene Sohn, das sie nach einem Drehbuch von Fred und Léonie-Claire Breinersdorfer inszenierte, gewann beim Filmfest München 2009 den Preis für den besten Fernsehfilm. 2012 adaptierte Nina Grosse Bernhard Schlinks Roman Das Wochenende für die große Leinwand. Für die ZDF-Reihe Verbrechen nach dem gleichnamigen Bestseller von Ferdinand von Schirach schrieb sie die Folgen Grün und Summertime.
Von 2014 bis 2018 arbeitete Nina Grosse an der Serie Die Protokollantin, für die sie die Drehbücher schrieb und zusammen mit Samira Radsi Regie führte. Die Protokollantin lief im April 2018 im Wettbewerb von CANNESERIES.
Nina Grosse unterrichtet an den Filmhochschulen Baden-Württemberg, Potsdam und Köln. Von 2004 bis 2007 war Nina Grosse Vorstandsmitglied der Deutschen Filmakademie.

## Filmografie (Auswahl)
- 1985: Der Traum der Schwestern Pechstein (Buch und Regie)
- 1987: Der gläserne Himmel (Buch und Regie)
- 1989: Tote leben nicht allein (Regie)
- 1990: Nie im Leben (Regie mit Helmut Berger)
- 1992: Thea und Nat (Regie und Buch mit Susanne Schneider)
- 1994: Tatort: Der schwarze Engel (Regie)
- 1995: Kinder der Nacht (Regie)
- 1996: Tatort – Der kalte Tod (Regie)
- 1998: Feuerreiter (Regie, Buch Susanne Schneider)
- 1999: Tatort – Kriegsspuren (Regie)
- 2002: Tatort – Schlaraffenland (Regie)
- 2002: Olgas Sommer (Buch und Regie)
- 2004: 21 Liebesbriefe (Regie und Buch mit Friedrich Ani)
- 2006: Franziskas Gespür für Männer (Buch und Regie)
- 2009: Liebe und andere Gefahren (Buch und Regie)
- 2009: Der verlorene Sohn (Regie)
- 2009: Rosa Roth – Das Mädchen aus Sumy (Drehbuch)
- 2011: Rosa Roth – Notwehr (Drehbuch)
- 2012: Das Wochenende (Buch und Regie)
- 2014: In der Falle (Buch und Regie)
- 2015, 2017: SCHULD nach Ferdinand von Schirach (2 Folgen, Buch)
- 2018: Die Protokollantin (Buch und Regie)
- 2020: Nicht tot zu kriegen (Buch und Regie)
- 2022: Meine Tochter, Kreta und ich (Regie)

## Auszeichnungen
- 1988: Bayerischer Filmpreis für Der Gläserne Himmel
- 1991: Max Ophüls Preis für Nie im Leben
- 1992: Preis des Internationalen Shanghai TV Festivals für Thea und Nat